# Llengua no classificada
Una llengua no classificada és una llengua l'afiliació genètica de la qual amb altres llengües no s'ha establert, principalment per la falta de dades suficients que permetin detectar un parentiu filogenètic amb altres llengües. La qüestió de la classificació filogenètica de les llengües pertany al domini de la lingüística històrica i actualment la majoria de lingüistes consideren vàlids els parentius que usin els mètodes establerts en aquesta disciplina (en el passat es van usar trets culturals o racials per a la classificació de les llengües, però aquests mètodes no són fiables).
Quan una llengua no classificada ha estat estudiada extensivament i hi ha prou dades com per poder comparar i establir o rebutjar el seu parentiu amb una altra llengua, i el resultat amb totes les llengües comparades és negatiu aquesta llengua es considera com una llengua aïllada, quan una llengua mostra un parentiu raonablement estret amb només un grapat de llengües, però no hi ha possibilitat de relacionar aquest petit grup es té una família de llengües quasi-aïllades. Així una llengua pot ser considerada no classificada per diverses raons entre elles:
- Escassetat o absència de dades
  - Absència de dades
  - Dades insuficients
- Sense relació amb els veïns i no examinada detalladament
- Sense relació coneguda, però ben estudiada
- Llengües mortes amb evidència dubtosa

A vegades una llengua poc documentada es considera classificada si el poc existent mostra un fort semblant amb llengües veïnes, encara que no s'hagi usat extensivament el mètode comparatiu amb les dades procedents d'aquesta llengua.

## Llengües amb escassetat de dades
L'escassetat de dades sobre una llengua té diversos orígens: 
1. que es tracti de llengües de pobles en aïllament voluntari o no-contactats
2. que es tracti de llengües americanes que es van extingir durant la colonització europea, abans que les llengües poguessin ser adequadament documentades i estudiades.
3. que es tracti de pobles petits en regions remotes que viuen al costat d'altres pobles de llengua diferent i la seva llengua no hagi estat específicament estudiada.

### Total absència de dades
Dos exemples ben coneguts són:
- Weyto (Etiòpia)
- Sentinelès (parlat pels Centinelesos de l'illa Sentinel, una de les Illes Andaman de l'Índia, per un poble no contactat).

### Dades insuficients (Àfrica)
- Bete (Nigèria; no confondre amb bété)
- Bung (Camerun)
- Kujarge (Txad)
- Lufu (Nigèria)
- Luo d'Atta (Nigèria; no confondre amb Luo)
- Mawa de Bauchi (Nigèria; no confondre amb mawa del Txad)

### Dades insuficients (Sud-amèrica)
Hi ha un nombre important de llengües molt poc documentades sobre les quals existeixen grans dubtes sobre la seva classificació. Per a l'àrea andina de Sud-amèrica Adelaar (2004) dona la següent llista de llengües, la gran majoria extintes, per les quals no existeix amb prou feines documentació que permeti classificar-les:
- Aguano (Perú; Loreto)
- Arma-Pozo (Colòmbia; Caldas, Risaralda)
- Atunceta (Colòmbia; Cauca, Valle del Cauca)
- Anserma (incl. Caramanta, Cartama), (Colòmbia; Antioquia, Risaralda)
- Bagua o patagón (Perú; Amazonas, Cajamarca)
- Bolona (Equador; Loja, Zamora-Chinchipe)
- Campaces (Equador; Manabí, Los Ríos, Pichincha)
- Canelo (Equador; Pastaza)
- Carabayo o yurí (Colòmbia; Amazonas, poble aïllat)
- Chacha (Perú; La Libertad, San Martín)
- Chancos (Colòmbia; Chocó, Valle del Cauca)
- Chango (Xile; Antofagasta, Tarapacá)
- Chitarero (Colòmbia; Norte de Santander)
- Chono (Equador; Guayas, Los Ríos)
- Ciaman (Colòmbia; Cauca, Valle del Cauca)
- Colima (Equador; Guayas?)
- Comechingón (Argentina; Córdoba)
- Copallén (Perú; Amazonas)
- Gorgotoqui (Bolívia; Santa Cruz)
- Guane (Colòmbia; Santader)
- Guanaca (Colòmbia; Cauca, Huila)
- Hacaritama (Colòmbia; Norte de Santander)
- Huancavilca (Equador; Guayas)
- Idabaez (Colòmbia; Chocó)
- Irra (Colòmbia; Caldas, Risaralda)
- Jamundí (Colòmbia; Vall del Cauca)
- Jitirijiti (Colòmbia; Vall del Cauca)
- Lache (Colòmbia; Boyacá, Santander)
- Lili (Colòmbia; Vall del Cauca)
- Malaba (Equador; Esmeraldas)
- Malibú (Colòmbia; Atlántico, Bolívar, Magdalena)
- Manta (Equador; Manabí)
- Mocaná (Colòmbia; Altántico, Bolívar)
- Morcote (Colòmbia; Boyacá)
- Pacabuey (Colòmbia; Bolívar, Cesar, Magdalena)
- Panatagua (Perú; Huánuco)
- Pantágora (Colòmbia; Caldas)
- Panzaleo (Equador; Cotopaxi, Pichincha, Tungurahua)
- Pehuentxe (Argentina; Neuquén)
- Pubenza (Colòmbia; Valle del Cauca)
- Puná[2] (Equador; Golf de Guayaquil)
- Quijo (Equador; Napo)
- Quimbaya (Colòmbia; Caldas, Quindío, Risaralda)
- Quindío (Colòmbia; Quindío)
- Sacata (Perú; Cajamarca)
- Sanavirón (Argentina; Córdoba, Santiago del Estero)
- Sinú o Zenú (Colòmbia; Córdoba, Sucre)
- Sutagao (Colòmbia; Cundinamarca, Meta)
- Tabancale o Aconipa (Equador; Zamora-Chinchipe, Perú; Cajamarca)
- Tegua (Colòmbia; Boyacá, Casanare)
- Timaná (Colòmbia; Huila)
- Yalcón (Colòmbia; Huila)
- Yamesí (Colòmbia; Antioquia)
- Yarí (Colòmbia; Departament de Caquetá)
- Yarigüí (Colòmbia; Santander)
- Yumbo (Equador, Pichincha)

Para algunes de les llengües de la llista anterior s'han proposat parentius possibles sobre la base de la proximitat cultural amb pobles propers. Així alguns autors pressuposen que els mocaná, els pacabuey o els malibú podrien haver parlat llengües txibtxa relacionades amb el chimila, encara que no n'hi ha evidència documental certa. Algunes altres llengües que apareixen esmentades per altre autors i per les quals no hi ha prou dades per a la seva classificació són:
- Atikum (Brasil; Pernambuco, Bahia)
- Baenã (Brasil; Bahia)
- Ciguayo (Rep. Dominicana; Samaná)
- Guamo o guamontey (Veneçuela; Apure, Barinas
- Guárico, Portuguesa)
- Kambiwá (Brasil; Pernambuco)
- Karahawyana (Brasil; Estat d'Amazones)
- Natú (Brasil; Pernambuco, Bahia)
- Otomaco (Veneçuela; Apure)
- Panche (Colòmbia; Tolima)
- Pijao (Colòmbia; Tolima)
- Tarairiú (Brasil; Pernambuco)
- Tekiraka (Abshira) (Perú; Loreto)
- Teremembé (Brasil; Pernambuco)

### Dades insuficients (Mèxic i Centreamèrica)
La llista següent procedeix de Campbell (1979): i totes són llengües mortes:
- Aibine (Jova, Eudeve?)
- Aguata
- Apaneco (Jalisco, Michoacán)
- Ayacasteco (Oaxaca)
- Bocalo
- Borrado (Tamaulipas)
- Cacoma (Jalisco)
- Catara
- Chamelteco
- Chichimeca
- Chontal de Guerrero
- Chumbio (Costa Grande, Guerrero)
- Cinteco
- Coano (Nayarit ?)
- Cocomacague (Guerrero)
- Conguaco (Xinca?)
- Copuce
- Coyumateco (Costa Grande, Guerrero)
- Cuacumane
- Cucharete (Michoacán)
- Guamar, Gumara
- Guaxabane
- Hualahuís
- Huaynamota (Jalisco)
- Himeri (Sonora)
- Hio (Nío? (Sinaloa)
- Huehueteco (Costa Chica, Oaxaca)
- Icaura
- Itzuco (Guerrero, Michoacán)
- Izteca
- Janambre (Tamaulipas)
- Jano
- Jocome
- Mancheño
- Matlame (Guerrero)
- Mascorro, Mazcorro
- Mazateco de Guerrero
- Mazateco de Tabasco
- Meco (Chichimeco?)
- Melagués
- Meztitlaneca
- Negrito
- Olive
- Otomí de Jalisco (Jalisco)
- Pampuchín (Jalisco)
- Panteca (Guerrero)
- Pelón
- Pinoles (OM?)
- Pisón, Pisone (Tamaulipas)
- Pocoteco
- Potlapigua
- Quacumeco, Cuauhcomeco
- Quauhteco (Costa Chica, Oaxaca)
- Quata
- Quinigua, Quirigua
- Salinero (Sonora)
- Tacacho
- Tamaulipeco (Tamaulipas)
- Tamazulteco (Jalisco)
- Texome
- Tezcateco (Costa Grande, Guerrero)
- Tiam (Jalisco)
- Tlaltempaneco (Jalisco, Michoacán)
- Tlatzihuizteco (Costa Grande, Guerrero)
- Toboso
- Tolimeco
- Tomateco
- Tonaz
- Totrame
- Tuzteco, tuxteco (Costa Grande, Guerrero)
- Uchita
- Ure
- Vigitega (Nayarit)
- Xocoteco (Jalisco, Michoacán)
- "Zapoteca" de Jalisco
- "Zapoteca" local
- Zapotlaneco (Jalisco)
- Zayahueco (Jalisco ?)
- Zoyateco (Jalisco)

## Llengües no relacionades amb les seves veïnes
Les llengües no relacionades amb les seves veïnes són bones candidates a ser llengües aïllades genuïnes una vegada es descarti que tampoc hi ha parentiu amb llengües més distants. Usualment les llengües tendeixen a tenir parentiu amb les llengües més properes, i els casos de llengües emparentades amb llengües llunyanes sense que hi hagi altres llengües relacionades amb ambdues són escassos. Gairebé tots els casos on existeix parentiu entre llengües llunyanes i entre elles no existeixen llengües emparentades són dubtosos: el hadza i les llengües khoisànides; les llengües na-dené i les llengües ienisseianes, etc.

### Poc documentades
Entre les llengües poc documentades:
- Bangi-me (Mali)
- Jalaa (Nigèria)
- Mpre (Ghana)
- Shompen (Índia)
- Kwazá (Brasil)
- Piceno de Novilara, que no s'ha de confondre amb el piceno d'origen indoeuropeu.

### Ben documentades
Aquesta mena de llengües no-classificades són usualment anomenades llengües aïllades:
- Laal (Txad)
- Ongota (Etiòpia) [alguns autors la consideren afroasiàtica però les evidències són molt febles)
- Shabo (Etiòpia)
- Euskera (Espanya i França)

A vegades algunes llengües aïllades es presenten en varietats lingüístiques emparentades, encara que clarament diferents al punt que a vegades pot considerar-se que formen una petita família que no té res a veure amb els seus veïns. En aquest cas es parla de llengües quasi-aïllades per no ser llengües aïllades en sentit estricte. Exemples de llengües quasi-aïllades són:
- El buruixaski (Pakistan).
- El Huaorani (Equador).
- El Harakmbet (Perú).
- El Zamuco (Bolívia-Paraguai).

## Llengües amb evidència controvertida
Aquesta categoria comprèn llengües amb evidència controvertida, difícil d'interpretar i fins i tot llengües del passat que són difícils de classificar en les categories anteriors.

### Llengües mortes d'Europa
- Picte (Escòcia), les inscripcions del qual mostren restes d'un substrat precelta desconegut.
- Pelàsgic (Grècia, Creta) conegut només pels préstecs pre-indoeuropeus presents en les llengües gregues.
- Ligur (N de Italia) (no confondre amb l'actual lígur)
- Elimi (Sicilia) (es discuteix si era o no indoeuropeu).
- Tartèsic (SE d'Espanya)

### Llengües d'Àfrica
- Imraguen (Mauritània)
- Nemadi (Mauritània)
- Oropom (Uganda)
- Rer Bare Etiòpia (extingit, si realment existí)
- Wutana (Nigèria)

### Llengües d'Àsia
- Malakhel (Afganistan)
- Mukha-Dora (Índia)
- Aariya (Índia)